# Sun of Jamaica
Sun of Jamaica is de debuutsingle van Goombay Dance Band. Het is afkomstig van hun debuutalbum Sun of Jamaica. Het was een directe hit voor deze van oorsprong Duitse muziekgroep. De verhaallijn vertelt over een bezoekje aan Jamaica na het zien van de film Mutiny on the Bounty, alwaar de verteller verliefd wordt. Hij moet weg, maar zal zeker terugkomen.

## Hitnotering

### Nederlandse Top 40
| Positie: | 27 | 19 | 12 | 6 | 2 | 2 | 1 | 1 | 1 | 2 | 5 | 10 | 22 | uit |

### NederlandseDaverende 30
| Positie: | 24 | 14 | 8 | 3 | 3 | 2 | 1 | 1 | 1 | 1 | 3 | 8 | 22 | 26 | 22 | uit |

### BelgischeBRT Top 30
| Positie: | 13 | 6 | 4 | 2 | 1 | 2 | 1 | 2 | 3 | 12 | 10 | 22 | uit |

### VlaamseUltratop 30
| Positie: | 30 | 16 | 7 | 4 | 2 | 1 | 1 | 1 | 2 | 2 | 4 | 5 | 11 | uit |

### NPO Radio 2 Top 2000
Sun of Jamaica stond alleen in 1999 in de NPO Radio 2 Top 2000, op plek 1900.

## Covers
Er zijn internationale covers van dit nummer bekend:
- Sun of Jamaica van de van oorsprong zijnde actrice Audrey Landers
- Sun of Jamaica van Willy Sommers, Lisa del Bo en Luc Steeno
- Nie mehr allein sein van Toni Holiday
- Les jardins du ciel en Nuestro amor será un himno van Jairo
- Strand van Sint-Anneke van De Strangers (vertaling Frank Rovers)
- Sun of Mallorca van Naddel
- Nie mehr Mallorca van Günter Willumeit
- Léto je léto van Helena Vondrácková

Een opvallende cover is te vinden op het album Virgin Islands van de Duitse newageband Cusco